# Хедо
Хедо (на немски: Heddo, Eddo, Adda, Addae, Eddanus, Haeddo, * ок. 669, † 8 март 776) е от 734 г. епископ на Страсбург, преди това абат на манастир Райхенау (727 – 734).

## Произход и управление
Произлиза от алеманските благородници и е мисионер в обкръжението на Бонифаций и Пирмин. През 727 г. Пирмин го поставя като абат в основания от него значим манастир Райхенау. Хедо основава три филиали.
През 732 г. крал Теодебалд го гони в Ури. Карл Мартел го извиква обратно и го поставя за епископ на Страсбург.
Хедо основава манастири, на които е абат. Той съдейства на 21 април 742 г. в Concilium Germanicum между Бонифаций и Пирмин от една страна и епископа на Мец Хродеганг.
Участва в църковните събори през март 747 г., през 762 г. Той е погребан в основания от него манастир Етенхайммюнстер.